# آبشارهای افغانستان
افغانستان کشوری مرتفع و کوهستانی در غرب ایران و منطقهٔ خاورمیانه است که موقعیت جغرافیایی آن، زمینه‌ساز شکل‌گیری آبشارهای فراوانی شده‌است. مهم‌ترین رشته‌کوه این کشور، هندوکش نام دارد که دارای قله‌هایی پوشیده از برف و یخچال‌های طبیعی فراوان است. 
این رشته‌کوه بیش از ۷۵٪ مساحت افغانستان را دربر می‌گیرد و حدود ۸۰٪ منابع آبی کشور را تأمین می‌کند. در دامنه‌های هندوکش، بین ۳۰ تا ۴۰ هزار چشمهٔ کوچک و بزرگ وجود دارد. افغانستان دارای حدود ۳۸٬۰۰۰ روستا است که در برخی از آن‌ها تا ۲۰ چشمهٔ طبیعی یافت می‌شود. بسیاری از این چشمه‌ها در ارتفاعات کوهستانی قرار داشته و منبع تشکیل آبشارهای طبیعی و چشم‌نواز در کشور هستند.
در دره‌ها و دامنه‌های منتهی به هندوکش، آب از منافذ طبیعی عبور کرده و به‌مرور موجب شکل‌گیری آبشارهای زیبا شده‌است. پرآب‌ترین و زنده‌ترین مناطق افغانستان در شمال‌شرق کشور قرار دارند؛ مناطقی چون کنر، نورستان، درهٔ پنجشیر، بدخشان و تخار. همچنین، بخش‌های مرکزی کوه‌های هندوکش و کوه بابا، از جمله ولایت‌های پروان، میدان وردک، بامیان، دایکندی، چخ‌چران، پل‌خمری، چهارکنت، شولگره و سرپل، به عنوان منابع بزرگ آبی کشور شناخته می‌شوند.
از دیگر منابع آبی افغانستان، رودخانهٔ هیرمند است که بر اساس یک معاهدهٔ قدیمی، افغانستان موظف است سالانه سهمی از آب این رود را به ایران اختصاص دهد. این موضوع در دوره‌های مختلف، بسته به سیاست‌های دولت حاکم، با چالش‌ها و ناملایماتی روبه‌رو شده‌است.

## فهرست آبشارهای افغانستان

### آبشارهای بدخشان
‏۱. آبشار ولسوالی وردوج بدخشان‎¨
۲. آبشار «فرغو» روستای ولسوالی اشکاشم
‏۳. آبشار قریهٔ اسکیتول ولسوالی زیباک ولایت بدخشان
1. آبشار چشمه سفید ولسوالی خواهان بدخشان
2. شرشره[۱] باغ حکیم بای بدخشان
3. آبشار سنگلیچ ولسوالی زیباک بدخشان
4. آبشار ولسوالی یفتل پایان بدخشات
5. آبشار روشان بدخشان
6. آبشار باغ بالا بدخشان

### آبشارهای تخار
‏۱۰. آبشار خواجه غارولسوالی فرخار ولایت تخار
1. آبشار آبدره یا حواجه ولی خسده ولسوالی فرخار ولایت تخار
2. آبشار قطن تنگی فرخار
3. آبشار چشمه آب شرین ماورای کوکچه ولسوای رستاق تخار

### آبشارهای بامیان
1. آبشار بند امیر بامیان
2. آبشار بابردره ولسوالی یکاولنگ بامیان
3. آبشار سچک یکاولنگ بامیان

‏۱۷. آبشار آپه منطقه غندک دره شکاری ولایت بامیان
۱۸. آبشار دوم بند امیر بامیان

### آبشارهای میدان وردک
۱۹. آبشارهای زیارت امام هشتم سر دره حصار قول بهسود میدان وردک
‏۲۰. آبشار قریه حصه دوم ولسوالی بهسود میدان وردک
‏۲۱. آبشار دره بابه سعید ولسوالی ولایت میدان وردک
‏
۲۲. آبشار دره سنگلاخ ولایت میدان وردک
‏
1. آبشار در سرای دره سنگلاخ ولایت میدان وردک
2. آبشار در میدان مربوط ولایت میدان وردک

‏

### آبشارهای سمنگان
1. شرشره، چشمه سارباغ ولسوالی خرم سارباغ ولایت سمنگان
2. آبشار پائین تخت ظاهرشاه خرم وسارباغ سمنگان

‏۲۷. آبشار گوش نواز دره زندان ولایت سمنگان ‏

### آبشارهای کابل‏
1. آبشار تنگ غارو ولایت کابل
2. آبشار عجیب کوه فرزه ولایت کابل

‏۳۰. آبشار و شرشره استالف ولایت کابل
1. بند شاه وعروس شکردره
2. آبشار در قلعه کوه کوهدامن

### آبشارهای پنجشیر
‏۳۳. شرشره درهٔ زیبای عبدالله خیل پنجشیر
۳۴. شرشره پریان ولایت پنجشیر
‏

### آبشارهای کاپیسا
‏۳۵. آبشار دره غوث ولسوالی نجراب ولایت کاپیسا

### آبشارهای سرپل
‏۳۶. آبشار دره پاله در در قریه گوسفندی ولایت سرپل
‏۳۷. آبشار «جرجرک» ولسوالی کوهستان‌ها ولایت سرپل
1. آبشار انگشت شاه ولسوالی سنگ چارک ولایت سرپل‎.
2. آبشار بلخاب سرپل

### آبشارهای فاریاب
‏۴۰. آبشار خواجه غار ولایت فاریاب
‏۴۱. آبشاردره شاهان ولسوالی گرزیوان ولایت فاریاب
‏۴۲. آبشار دره زنگ ولسوالی گرزیوان ولایت فاریاب

### آبشارهای باغیس
‏۴۳. آبشار آبخور بادغیس
‏۴۴. آبشار دره جوال بادغیس
‏۴۵. آبشار ولسوالی قادس بادغیس

### آبشار جوزجان
‏۴۶. آبشار در کوهای جوزجان

### آبشارهای هرات
‏۴۷. آبشار بغرچر هرات ‏
‏۴۸. آبشار ولسوالی پشتون زرغون هرات
‏۴۹. آبشار چشمه صفا ولسوالی اوبه هرات
۵۰. آبشار کنار بند سبزک بین هرات و باغیس ‏
‏۵۱. آبشار چشمه خوبان هرات

### آبشارهای دایکندی
‏۵۲. آبشار بوم قریه خشکاب وطمه مربوط ولسوالی خدیر ولایت دایکندی
‏۵۳. آبشار دره قولی شاه قریه روباط ولسوالی مرکز ولایت دایکندی

### ‏آبشارهای فراه
‏۵۴. آبشار کوه سفید قلعه انجیران ولایت فراه‎.
۵۵. آبشار تنگیره، واقع در قریه خرمالق مربوط حومه شهر فراه

### آبشار ولایت بغلان
```
۵۶. آبشار اندراب ولایت بغلان
```

۵۷. آبشار سالنگ شمالی ولسوالی خنجان
‏

### آبشارهای غزنی
‏۵۸. آبشار سیرتوولسوالی جاغوری ولایت غزنی
‏۵۹. آبشار قلل کوه خارولسوالی مالستان ولایت غزنی
‏۶۰. آبشار ناهور غزنی

### آبشارهای نورستان
‏۶۱. آبشار از شهرپرون نورستان
‏۶۲. آبشار اشتر برگ متان ولایت نورستان
‏۶۳. بی‌نام این دو آبشار در نورستان موقیعت دارد
‏۶۴. آبشار قریه اشتوی نورستان
‏۶۵. آبشار زیبای بین کوه نورستان و بدخشان یکی از زیباترین مکان در نورستان است. ‏
۶۶. آبشار کنار دریای پرون نورستان

### آبشارهای کنر
‏۶۷. آبشار اسمار کنر
۶۸. آبشار کوچک در کنر
‏۶۹. آبشار اسدآباد کنر

### آبشارهای خوست
‏۷۰. آبشار ورزه در ولایت خوست
۷۱. آبشار منگل در ولایت خوست

### آبشارهای سایر ولایات
1. آبشار آب پران ولسوالی محمدآغه ولایت لوگر
2. شرشره تنگی تاشقرغان

۷۴. آبشار دره ترکمن حصار ولایت پروان
‏۷۵. آبشار دره اوی بابا ولسوالی چوری ولایت ارزگان ‏
۷۶. آبشار دره نور ولایت ننگرهار
‏۷۷. آبشار قریه گل‌تپه ولسوالی کلباد ولایت کندز ‏
۷۸. آبشار در کوه سپین غر پکتیا
‏۷۹. آبشار بند دهله ولسوالی شاه ولی کوت قندهار